# Atanase Sciotnic
Atanase Sciotnic (Mila 23, Tulcea, 1 de março de 1942 – 5 de abril de 2017) foi um canoísta romeno especialista em provas de velocidade. 

## Carreira
Foi vencedor da medalha de prata em K-4 1000 m em Munique 1972, junto com os seus colegas de equipa Aurel Vernescu, Mihail Zaifu e Roman Vartolomeu.
Foi vencedor da medalha de bronze em K-4 1000 m em Tóquio 1964, junto com os seus colegas de equipa Simion Cuciuc, Mihai Ţurcaş e Aurel Vernescu.